# Лхасский договор
Лхасская конвенция, Англо-тибетская конвенция (англ. Convention of Lhasa, Convention Between Great Britain and Thibet; кит. 拉萨条约) — двустороннее соглашение, заключённое в 1904 году между Великобританией и Тибетом.

## Предыстория
Стал следствием британской экспедиции в Тибет под командованием полковника Фрэнсиса Янгхасбанда в 1903—1904 годах.

## Подписание
Подписание состоялось 7 сентября 1904 года в городе Лхасе представителями британского правительства и тибетскими сановниками, не имевшими согласия далай-ламы.

## Условия
- Великобритания получала право вести беспошлинную торговлю в городах Гартоке, Ятунге и Гьянтзе.
- Тибет не мог без согласия Великобритании допускать на своей территории деятельности представителей какой-либо другой державы.
- На Тибет налагалась контрибуция в 500 тысяч фунтов стерлингов, до выплаты которой долина Чумби подлежала британской оккупации.

## Дополнения
По дополнительному соглашению от 6 ноября 1904 года Великобритания могла назначать в Тибет своих постоянных политических и торговых агентов.

## Международная реакция
Действия Великобритании вызвали недовольство других империалистических держав. Ободрённое этим, китайское правительство заявило о своем непризнании данного договора. Это заставило Великобританию пойти в апреле 1906 года на некоторые изменения условий данного договора.

## Подтверждение
В 1906 году условия договора были подтверждены Англо-китайской конвенцией.

## Публикации
- Леонтьев В. П. Иностранная экспансия в Тибете в 1888—1919 гг. — М., 1956. — С. 217—218.
- British and Foreign state Papers. — V. 98. — London. — P. 148.